# Ergasilus arthrosis
Ergasilus arthrosis is een eenoogkreeftjessoort uit de familie van de Ergasilidae. De wetenschappelijke naam van de soort is voor het eerst geldig gepubliceerd in 1969 door Roberts.